# Léopold Davout d'Auerstedt
Léopold Claude Étienne Jules Charles Davout d'Auerstaedt, född 9 augusti 1829, död 9 februari 1904, var en fransk hertig och militär. Han var brorsons son till Louis Nicolas Davout.
Davout inträdde i armén 1847, blev överste och regementschef 1870. Efter tysk-franska krigets slut blev Davout divisionsgeneral 1877 och chef för generalstaben 1879. 1880–1889 var han armékårschef och 1889–1894 arméinspektör. Efter avskedet 1894 var Davout storkansler för hederslegionen 1895–1901. Bland Davouts skrifter märks Projet de réorganisation militaire (1871) och Opérations du 3:e corps, 1806-1807 (1896).